# GMOペパボ
GMOペパボ株式会社（ジーエムオーペパボ、英: GMO Pepabo, Inc.）は、東京都渋谷区桜丘町に本社、福岡県福岡市中央区に支社を置くインターネット関連サービスを提供する会社である。GMOインターネットグループの子会社。愛称はペパボ。
レンタルサーバー「ロリポップ!」、グッズ注文サービス「SUZURI」、ハンドメイド作品売買専用フリマアプリ「minne」などを提供している。かつてはブログサービス「JUGEM」も運営していた。
JPX日経中小型株指数の構成銘柄の一つ。

## 概要
企業理念「もっとおもしろくできる」、ミッションとして「インターネットで可能性をつなげる、ひろげる」を掲げている。
旧社名の「paperboy&co.」は、新聞配達少年という意味の「paperboy」におしゃれっぽいローマ字表記の「&co.」を付したもの。これは創業者で当時社長であった家入一真が、学生時代に住み込みの新聞配達で奨学金を得る新聞奨学生制度を利用して東京芸術大学を目指していたことに由来し、初心を忘れないという思いで命名したものである。
GMOインターネットグループ入りにあたり、旧社名の略称「ペパボ」に「GMO」を冠し、新社名を「GMOペパボ」とした。グループ全体でブランドイメージ向上を積極的に進めており、GMOインターネットグループの認知度や信用力を最大限活用し、さらなる成長の加速をはかるためにグループコーポレートブランド「GMO」を冠した。福岡県で設立された企業であるが、GMOインターネットグループ入りに伴い、本社を東京都渋谷区へ移転している。
会社で提供するサービス名については、ネーミング会議や社員同士の雑談などから生まれており、「ロリポップ!」や「JUGEM」など独特で利用者に親しみやすくユニークなネーミングが付けられることが多い。そのため社内にネーミング担当は特に設けていない。

### 役員構成
- 取締役会長 熊谷正寿
- 代表取締役社長 佐藤健太郎
- 取締役 河添理、永椎広典、星隼人、五十島啓人、栗林健太郎、野上真穂、安田昌史、西山裕之、伊藤正
- 取締役（監査等委員） 藁科明日香、浜谷正俊、宍戸一樹

## 沿革

### paperboy&co.
- 2001年（平成13年）10月23日 - 家入一真が合資会社マダメ企画（マダメきかく）を資本金30万円で福岡県福岡市中央区に設立[3][6]。
- 2002年（平成14年）7月 - 本社を福岡県久留米市へ移転。
- 2003年（平成15年）1月10日 - 有限会社paperboy&co.（ペーパーボーイアンドコー）を出資金300万円で設立し事業継承[3]。
- 2004年（平成16年）
  - 3月2日 - グローバルメディアオンライン（現・GMOインターネットグループ）を対象として第三者割当増資、同社の連結子会社となる[7]。株式会社paperboy&co.へ組織変更[7]。
  - 5月 - 本社を東京都渋谷区へ移転。
- 2008年（平成20年）12月19日 - ジャスダックに上場[8][9]。
- 2009年（平成21年）3月25日 - 佐藤健太郎が代表取締役社長に、家入一真が代表取締役CCOに就任[10][11]。
- 2010年（平成22年）
  - 3月23日 - 家入一真が代表取締役CCOを退任し取締役（非常勤）に就任[12][6]。
  - 4月 - これまでの中途採用に加え新卒採用を開始。
  - 6月24日 - 福岡支社を福岡県福岡市中央区へ移転。
  - 12月27日 - 株式会社グランドベースを連結子会社化[13]。
- 2011年（平成23年）3月24日 - 創業者の家入一真が任期満了に伴い取締役を退任[14]。
- 2012年（平成24年）
  - 1月23日 - 株式会社gooyaとの合弁会社である株式会社ペーパーボーヤを設立[15][16]。
  - 6月1日 - 会社分割により電子書籍関連事業を継承する株式会社ブクログを設立[17][18]。

### GMOペパボ
- 2014年（平成26年）4月1日 - GMOペパボ株式会社へ商号変更[19][4]。
- 2016年（平成28年）1月18日 - 株式会社ブクログの全株式をブックオフコーポレーション株式会社に譲渡[20][21]。
- 2019年（令和元年）2月18日 - GMOクリエイターズネットワーク株式会社を子会社化[22]。
- 2019年（令和元年）12月24日 - 東京証券取引所第二部へ市場変更[23][24]。
- 2020年（令和2年）12月11日 - 東京証券取引所第一部へ市場変更[25][26] 。
- 2022年（令和4年）4月4日 - 東京証券取引所の新市場区分への移行に伴い、東京証券取引所プライム市場へ市場変更[27]。
- 2023年（令和5年）10月20日 - 東京証券取引所スタンダード市場へ市場変更[28] 。
- 2025年（令和7年）3月25日 - 株式会社ペーパーボーヤが株主総会で解散を決議[29]。
- 2025年（令和7年）9月1日 - GMOクリエイターズネットワーク株式会社の全株式をフリー株式会社に譲渡（予定）[30][31]。

## 事業所
- 東京本社 - 東京都渋谷区桜丘町26番1号 セルリアンタワー
- 福岡支社 - 福岡県福岡市中央区天神二丁目7番21号 天神プライム
- 鹿児島オフィス - 鹿児島県鹿児島市上荒田町3番1号 第2NTビル

## 特徴

### 会社の特徴
社員の創作活動などを積極的に支援する「プレゼンテーション大会」、「ペパ研」、「お産合宿」などを行っている。
P-1グランプリ
多くのスタッフや役員の前で、個人またはグループで新サービスのアイデアを披露するプレゼンテーション大会である。プレゼンテーションを通し、自ら創造する力、ユーザー目線でサービスの在り方を考える力などを養うことを目的としている。この大会で生まれて正式サービスになったものとして「30days Album」や「パブー」などがある。
ペパ研
企業理念とミッションを形として残すための取り組みであり、インフラや資金面などを支援する。また、企業理念やミッションの社外広報、成果を社内へフィードバックし、将来的な利益を生みだすことを目的としている。この制度で生まれて正式サービスになったものとして「ブクログ」などがある。
ペパ研お産合宿
2007年（平成19年）から年1回ずつ1泊2日で行われている開発合宿である。職種の制限を設けず個人または任意の複数の開発グループに分かれ、合宿中に各グループが協力して自由にサービスを完成させることが目的のもの。合宿中は特設サイトにて合宿の様子や開発状況をテキスト又はUstreamで随時公開している。この合宿で生まれて正式サービスになったものとしては「2manji」「ザ・インタビューズ」などがある。
タンパク
2005年（平成17年）より、社内での社員同士のコミュニケーションと業務の円滑化を目的として社内SNSを活用している。
社内勉強会
「はじめてのPHP講座」など、技術向上や取得に繋がる様々なジャンルの勉強会がスタッフの自主開催で行われている。基本的に部署や職種の制限を設けないことで、スタッフの交流の場にもなっている。

### サービスの特徴
低価格・高機能・ハイセンス・オープンソーシャルなインターネットサービスが特徴であり、クリエイティブな個人をターゲットとしている。
マスコットキャラクター
ロリポップ!のロリポおじさん、ムームードメインのツッキー、グーペのミンチなど、一部サービスではマスコットキャラクターが存在する。それぞれのサービスサイトやイベントに登場し、エイプリルフール企画では彼らが主役になることが多々ある。また、ムームードメインとグーペについては複数のキャラクターが存在しており、グーペはサービスサイト内に、ムームードメインは特設サイトで、キャラクターや相関関係などを紹介している。

## サービス一覧
ホスティング事業、EC支援事業、コミュニティ事業の3部門を柱に個人向けのインターネットサービスを提供している。ホスティング事業が、売上構成69.9%、利益構成67.8%と大多数を占めている。

### 現行サービス

#### ホスティング事業
- ロリポップ! - 学生や若年層向けのレンタルサーバー
- heteml（ヘテムル） - クリエイター向けの高機能レンタルサーバー
- ムームードメイン - ドメインを取得・登録・移管・売却ができるドメイン総合サービス
- 30days Album - 合い言葉で共有できるオンラインアルバムと、バックアップに便利なフォトストレージが利用できる写真・動画の共有・保存クラウドサービス
- おさいぽ

#### EC支援事業
- カラーミーショップ - ショッピングカートASPサービス
- カラーミーリピート
- Goope （グーペ）- 店舗向けホームページ作成サービス
- SUZURI
- Canvath

#### ハンドメイド
- minne（ミンネ） - ハンドメイド、手作り作品の通販・販売サイト

#### その他
- FREENANCE - ファクタリングサービス。子会社のGMOクリエイターズネットワーク株式会社が運営

### 終了したサービス
- プチ・ホームページサービス -  2020年1月31日にサービス提供終了[35]。
- キヌガサ -  2009年11月13日にサービス提供が終了したSNS[36]。

### 他社へ譲渡したサービス
- JUGEM - ブログサービス。株式会社メディアーノに譲渡[37][38][39]。
- ブクログ - ブックレビューサービス。サービスを運営していたブクログの株式をブックオフコーポレーションに譲渡。
- パブー - 電子書籍作成サービス。サービスを運営していたブクログの株式をブックオフコーポレーションに譲渡。

## 受賞歴・記録
- 第1回アソシエイトコンテスト 「ベストアソシエイト大賞」（ブクログ）[40]
- WISH2010 「WISH2010大賞」「毎日.jp賞」（パブー）[41]
- Spikes Asia 2010 「デジタル部門Bronze賞」（カラメル「世界１周雑貨バイヤー」）[42]
- 就活アワード2012 「就活アワード」[43]